# Tahannaout
Tahannaout (alternativt Tahanaoute) är en stad i Marocko och är administrativ huvudort för provinsen Al Haouz som är en del av regionen Marrakech-Safi. Folkmängden uppgick till 12 102 invånare vid folkräkningen 2014.